# Henk Kamerbeek
Hendrik (Henk) Kamerbeek (Zeist, 13 september 1893 – Eindhoven, 30 november 1954) was een Nederlandse atleet, die gespecialiseerd was in kogelslingeren en kogelstoten. Hij werd meervoudig Nederlands kampioen in beide disciplines en vestigde ook op beide nummers Nederlandse records. Hij vertegenwoordigde Nederland tweemaal op de Olympische Spelen.

## Loopbaan
Op de Olympische Spelen van 1924 in Parijs maakte Henk Kamerbeek zijn olympisch debuut bij het kogelslingeren. Hij werd hierbij uitgeschakeld na drie foute worpen in een wedstrijd, die werd gewonnen door de Amerikaan Fred Tootell (53,295 m). Op de Olympische Spelen van Amsterdam, vier jaar later, maakte hij opnieuw deel uit van de Nederlandse ploeg. Zijn 46,02 was weliswaar een nationaal record, maar niet genoeg om zich te plaatsen voor de finale.
Henk Kamerbeek, die lid was van het Eindhovense PSV en bankwerker van beroep, staat te boek als de eerste Nederlander die met de slingerkogel een Nederlands record vestigde. Dat was in 1924, toen hij het werptuig naar 41,80 zwiepte. In de tien volgende jaren was hij op dit atletiekonderdeel vrijwel ongenaakbaar. Met uitzondering van 1930 won Kamerbeek in die periode alle nationale titels, terwijl zijn uiteindelijk beste prestatie van 46,02 uit 1928 als record overeind bleef tot 1936. Tussen 1927 en 1931 voegde hij hier ook nog eens vier gouden plakken bij het kogelstoten en in 1928 een nationaal record aan toe.
Dat kogelslingeren niet zonder risico's is, blijkt uit het volgende verhaal: 'Ik was lid van Philips Sport Vereniging in Eindhoven en was ook bij dit bedrijf in dienst. Vlak bij het trainingsveld lag de kleuterschool van Philips. Op een keer brak de kabel tijdens het kogelslingeren. Ik ging enkele malen over de kop. Veel erger was dat de kogel op het dak van de school terechtkwam. Een aantal dakpannen en een balk werden verbrijzeld. Ir. Frits Philips dreigde de schade op mijn salaris in te houden. Gelukkig is het nooit zover gekomen.'
Henk Kamerbeek was de vader van meerkamper en meervoudig Nederlands kampioen Eef Kamerbeek. Hij overleed op 30 november 1954 aan de gevolgen van een verkeersongeval, waarvan hij een week eerder het slachtoffer was geworden.

## Nederlandse kampioenschappen
| Onderdeel      | Jaar                                                             |
| -------------- | ---------------------------------------------------------------- |
| kogelstoten    | 1927, 1928, 1929, 1931                                           |
| kogelslingeren | 1922, 1924, 1925, 1926, 1927, 1928, 1929, 1931, 1932, 1933, 1934 |

## Nederlandse records
kogelslingeren
- 41,80 m - 1924
- 44,27 m - 1926
- 46,02 m - 1928

kogelstoten
- 13,195 m - 1927

## Persoonlijke records
| Onderdeel      | Prestatie       | Datum        | Plaats    |
| -------------- | --------------- | ------------ | --------- |
| kogelstoten    | 13,92 m         | 1929         |           |
| kogelslingeren | 46,02 m (ex-NR) | 30 juli 1928 | Amsterdam |

## Onderscheidingen
- Erelid van de KNAU - 1954